# Pansterrad
Ein Pansterrad ist ein Wasserrad einer Wassermühle, welches beweglich gelagert ist und nach dem jeweils vorhandenen Wasserstand eingestellt werden kann. Über Ketten und durch eine Winde (Ziehpanster) wird das Wasserrad dem Wasserstand entsprechend nach oben oder nach unten gelassen, um einen bestmöglichen Wirkungsgrad der Wassermühle zu gewährleisten. Mit einem Ziehpansterrad war es möglich, zwei Mühlgräben nebeneinander als Antrieb für die Mühle zu nutzen oder, je nach Gefälle, das Wasser in einem Gerinne zweimal hintereinander zu nutzen. Das heißt, es konnten mehrere Wasserräder hintereinander (beweglich gelagert) in einem wasserführenden Graben oder nebeneinander in zwei Gräben  betrieben werden. So konnten in Wassermühlen mehrere Werke (Hammer, Öl, Getreide …) zum einen flexibel (saisonalbedingt) eingesetzt werden oder auch mehrere Werke gleichzeitig betrieben werden. Besonders in Gegenden mit wenig Gefälle wurde aufgrund der fehlenden Wasserkraft meist ein sogenanntes unterschlächtiges Wasserrad (als Ziehpanster) oder auch mehrere Räder an einer Mühle eingesetzt, um einen möglichst hohen Wirkungsgrad zu erreichen. Im Gegensatz zum Ziehpanster ist ein als Stockpanster betriebenes Wasserrad in der Höhe unbeweglich.